# Aellopos sisyphus
Aellopos sisyphus är en fjärilsart som beskrevs av Hermann Burmeister 1856. Aellopos sisyphus ingår i släktet Aellopos och familjen svärmare. Inga underarter finns listade i Catalogue of Life.